# Galago matschiei
Galago matschiei är en primat som beskrevs av Lorenz 1917. Arten ingår i släktet Galago och familjen galagoer.  Inga underarter finns listade i Catalogue of Life.

## Utbredning
Denna galago förekommer i östra Kongo-Kinshasa, Uganda, Rwanda och Burundi. 

## Utseende
Galago matschiei blir 14,7–18,4 cm lång, och har utöver det en 24–28 cm lång svans. Den väger 196–225 g. Arten har brunaktig päls på ryggen och vitaktig undersida. Svansen är täckt av brun päls liksom bålens ovansida. Djuret har ett ljust ansikte och kring ögonen förekommer breda svartaktiga ringar.

## Ekologi
Habitatet utgörs av tropiska skogar i låglandet och i bergstrakter. Individerna klättrar sällan till trädens topp. Honan föder upp till fyra ungar per kull. Galago matschiei äter naturgummi, ryggradslösa djur och frukter beroende på utbudet. I övrigt är levnadssättet antagligen lika som hos andra arter av samma släkte.

## Status och hot
IUCN kategoriserar arten som livskraftig.